# Septsarges
Septsarges is een gemeente in het Franse departement Meuse (regio Grand Est) en telt 51 inwoners (2009).
De plaats maakt deel uit van het kanton Clermont-en-Argonne in het arrondissement Verdun. Tot 1 januari 2015 was het deel van het kanton Montfaucon-d'Argonne, dat op die dag werd opgeheven.

## Geografie
De oppervlakte van Septsarges bedraagt 9,3 km², de bevolkingsdichtheid is dus 5,5 inwoners per km².
De onderstaande kaart toont de ligging van Septsarges met de belangrijkste infrastructuur en aangrenzende gemeenten.

## Demografie
Onderstaande figuur toont het verloop van het inwonertal (bron: INSEE-tellingen).